# Jo Soo-min
Dans ce nom coréen, le nom de famille, Jo, précède le nom personnel.
Pour les articles homonymes, voir Jo.
Jo Soo-min (coréen : 조수민) née le 5 mars 1999 à Gangnam-gu (Séoul), est une actrice sud-coréenne.
Elle est surtout connue pour son rôle dans The Penthouse: War in Life de SBS TV. Elle s'est spécialisée en littérature chinoise et obtenu un diplôme de l'université Hankuk des études étrangères.

## Filmographie

### Télévision
- 2019 : Touch Your Heart : Kim Yoon-ha
- 2020 : The Penthouse: War in Life : Anna Lee